# Wojciech Woyna
Wojciech Woyna (18 października 1889 w Sichowie Dużym, zm. 26 stycznia 1960) – porucznik Lotnictwa Wojska Polskiego, pionier lotnictwa na ziemiach polskich, popularyzator modelarstwa, honorowy członek Aeroklubu Łódzkiego, założyciel pierwszego sklepu modelarskiego na ziemiach polskich.

## Życiorys
Ukończył 4 klasy szkoły handlowej w Łodzi oraz 1 semestr szkoły technicznej Wawelberga i Rotwanda w Warszawie. Następnie od 1907 zajmował się modelarstwem lotniczym, zakładając z M. Bogusławskim w 1910 w Łodzi przy ul. Brzezińskiej 7 (obecnie ul. Wojska Polskiego) pierwszą na ziemiach polskich modelarnię modeli lotniczych, pod nazwą „Pierwsza Krajowa Pracownia Modeli Latających – Samolot”. Tworzyli w niej pierwsze rodzime konstrukcje modeli latających do samodzielnego montażu. W latach 1909–1911 Woyna opracował 3 modele do samodzielnego montażu: bambusowa „Jaskółka” o rozpiętości 860 mm, „Bocian” o rozpiętości 1450 mm i kadłubowy dwupłatowiec. Były to modele zaopatrzone w śmigła i silniki gumowe.
W 1911 był współorganizatorem Wystawy Lotniczej w Łodzi. W 1913 podjął się budowy szybowca, który zaprojektował. W tym samym roku podjął się organizacji w Łodzi Muzeum Lotniczego obejmującego 60 eksponatów modeli samolotów. Eksponaty zniszczone zostały podczas wojny. W 1914 jako ochotnik wstąpił do armii rosyjskiej, do Oddziału Lotniczego Gwardii Piotrogrodzkiej, a w marcu 1915 został skierowany do Oficerskiej Szkoły Lotniczej w Sewastopolu. Od sierpnia 1915 był pilotem w 13. Korpusowym Oddziale Lotniczym. W grudniu 1916 został mianowany chorążym, a w czerwcu 1917 podporucznikiem. W okresie od marca do grudnia 1917 roku był dowódcą specjalnej lotniczej Eskadry Artyleryjskiej na froncie północnym, liczącej 18 samolotów, których załogi przygotował do prowadzenia obserwacji z użyciem telegrafu iskrowego. Podlegli mu żołnierze zbuntowali się i oskarżyli o złe traktowanie, jednak sąd go uniewinnił. Od marca 1918 do września 1918 przebywał w Preussische Holland (obecnie Pasłęk) w niewoli niemieckiej.
W listopadzie 1918 wstąpił w stopniu podporucznika do Wojska Polskiego. W okresie od grudnia 1918 do grudnia 1919 był pilotem, oficerem technicznym i zastępcą dowódcy 2 Eskadry Wywiadowczej, współformowanej przez niego w Lublinie. Podczas ofensywy wołyńskiej pełnił okresowo funkcję dowódcy eskadry. Następnie został przeniesiony na stanowisko magazyniera Centralnej Składnicy Lotniczej 2. Pułku Lotniczego. W czerwcu 1920 mianowano go porucznikiem, a we wrześniu 1920 został zastępcą zarządcy Centralnej Składnicy Lotniczej. W październiku 1921 przeniesiony do rezerwy ze względu na brak wykształcenia lotniczego. Po zwolnieniu ze służby zaangażował się ponownie działalność związaną z modelarstwem lotniczym i popularyzacją lotnictwa. Został nauczycielem l przedmiotów lotniczych w Państwowym Instytucie Robót Ręcznych dla nauczycieli oraz z M. Bogusławskim stworzył w Warszawie wytwórnię modeli latających (ul. Mazowiecka 3). W 1924 wystawiał swoje modele na Wystawie Modeli Lotniczych i Aerofoto w Warszawie. W 1928 Aeroklub Rzeczypospolitej Polskiej wydał mu dyplom pilota samolotowego nr 126.
Podczas II wojny światowej przebywał w Bukareszcie, gdzie otworzył pierwszy w Rumunii sklep dla modelarzy lotniczych, w którym sprzedawał modele oraz uczył je budować. W 1946 powrócił do Łodzi, gdzie do końca życia zajmował się modelarstwem.
Publikował plany modelarskie i podręczniki dla modelarzy lotniczych. Współpracował z „Lotnikiem i Automobilistą” oraz „Lotem Polskim”.

### Życie prywatne
Był synem Aleksandra Wojny i Heleny z domu de Nairez.
Został pochowany na Starym Cmentarzu w Łodzi.

## Odznaczenia
- Order św. Jerzego (3-krotnie),
- Order św. Stanisława,
- Order św. Anny,
- Krzyżem Walecznych (podczas wojny polsko–bolszewickiej)[1].